# Кови, Алессандро
Алессандро Кови (итал. Alessandro Covi; род. 28 сентября 1998, Боргоманеро, Пьемонт) — итальянский профессиональный шоссейный велогонщик, выступающий с 2020 года за команду мирового тура «UAE Team Emirates».

## Достижения
2015
3-й Tre Giorni Orobica (юниоры)
1-й — Этап 3
2016
2-й Tre Giorni Orobica (юниоры)
1-й — Этап 4
2-й Гран-при Рублиланда (юниоры)
4-й Тур Фландрии (юниоры)
2017
1-й Coppa Cicogna U23
1-й Trofeo Gavardo Tecmor U23
2-й Coppa dei Laghi-Trofeo Almar U23
2-й Coppa Ciuffenna U23
3-й Милан — Тортона U23
2018
1-й — Этап 6 Тур де л’Авенир
1-й Gran Premio La Torre U23
1-й Coppa Cicogna U23
2-й Vuelta al Bidasoa U23 — Генеральная классификация
1-й — Этапы 3 и 4
2-й Grand Prix de la ville de Vinci U23
2-й Trofeo Sportivi di Briga U23
8-й Джиро д’Италия U23 — Генеральная классификация
2019
1-й  Чемпион Италии — Командная гонка с раздельным стартом U23
2-й Флоренция — Эмполи U23
2-й Grand Prix de la ville d'Empoli U23
2-й Trofeo Sportivi di Briga U23
4-й Джиро д’Италия U23 — Генеральная классификация